# 绿苞山姜
绿苞山姜（学名：Alpinia bracteata），为姜科山姜属下的一个植物种。